# ۲۸ بهمن
۲۸ بهمن سیصد و سی و چهارمین روز سال در گاه‌شماری خورشیدی است. به پایان سال ۳۱ روز (۳۲ روز در سال کبیسه) باقی‌است.

## رویدادها
- ۱۳۲۱ - آغاز نخست‌وزیری علی سهیلی
- ۱۳۸۵ - حادثه ۲۸ بهمن ۱۳۸۵ سقوط هلیکوپتر آکوریل وزارت نفت در دریاچه مهارلو
- ۱۴۰۲ - نصب یک بنر رسمی جهت گزارش شکایت‌های مردم علیه کوروش کمپانی به پلیس پیشگیری فراجا

## زادروزها
- ۱۲۸۱ - صادق هدایت، نویسنده
- ۱۲۹۱ - مجید وفادار، آهنگساز
- ۱۲۹۷ - امیرعباس هویدا، سیاستمدار
- ۱۳۲۴ - شهرنوش پارسی‌پور، نویسنده
- ۱۳۴۹ - آرش حجازی، نویسنده
- ۱۳۶۸ -  ابراهیم کتابدار، از کشته‌شدگان اعتراضات آبان ۱۳۹۸ ایران

## درگذشتگان
- ۱۳۷۵ - بزرگ علوی، نویسنده و فعال سیاسی چپ‌گرا
- ۱۳۸۲ - عماد خراسانی، شاعر
- ۱۳۹۹ - بهنام محجوبی، از معترضان اعتراضات گلستان هفتم